# Maria Martental

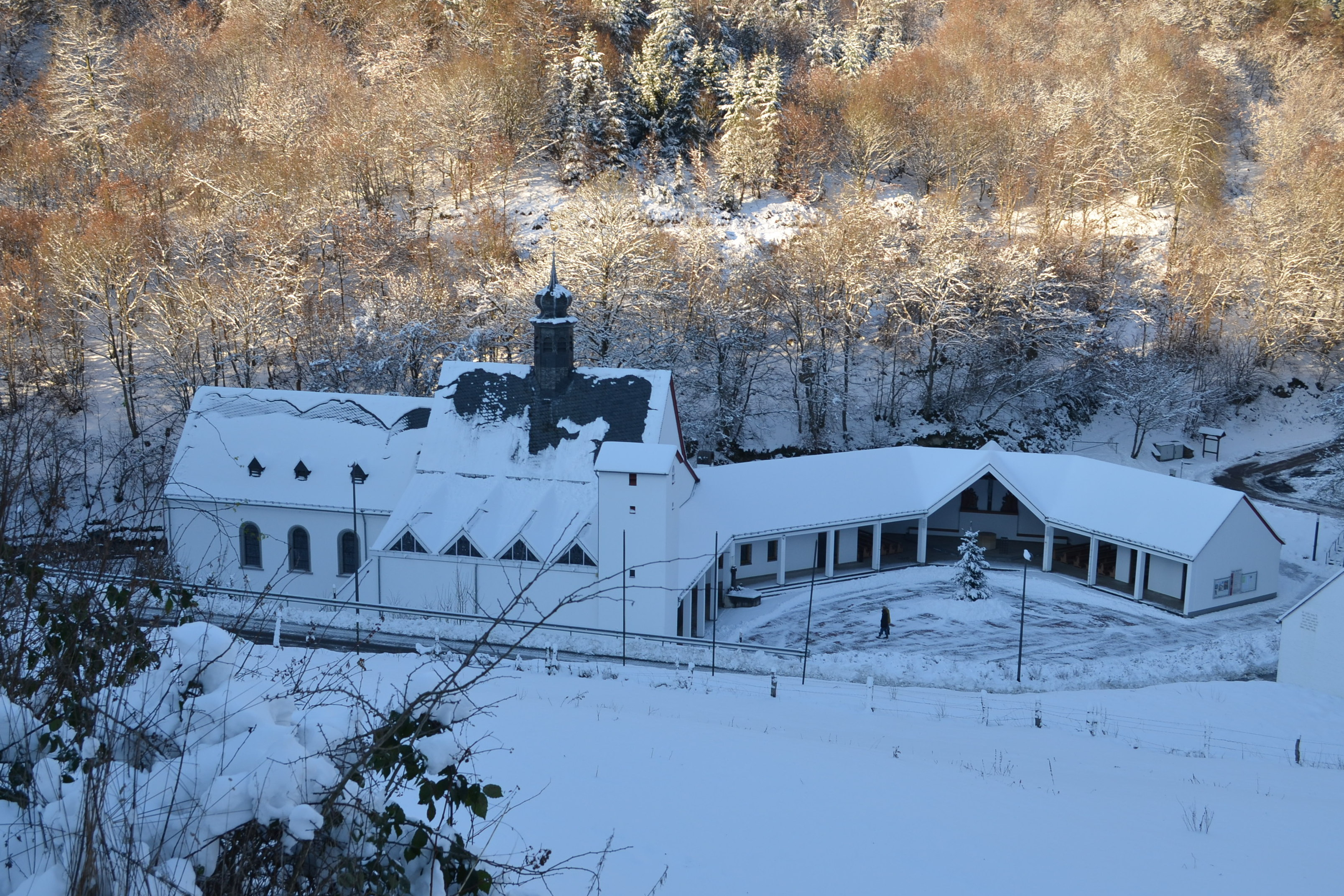
Vue de l'église.

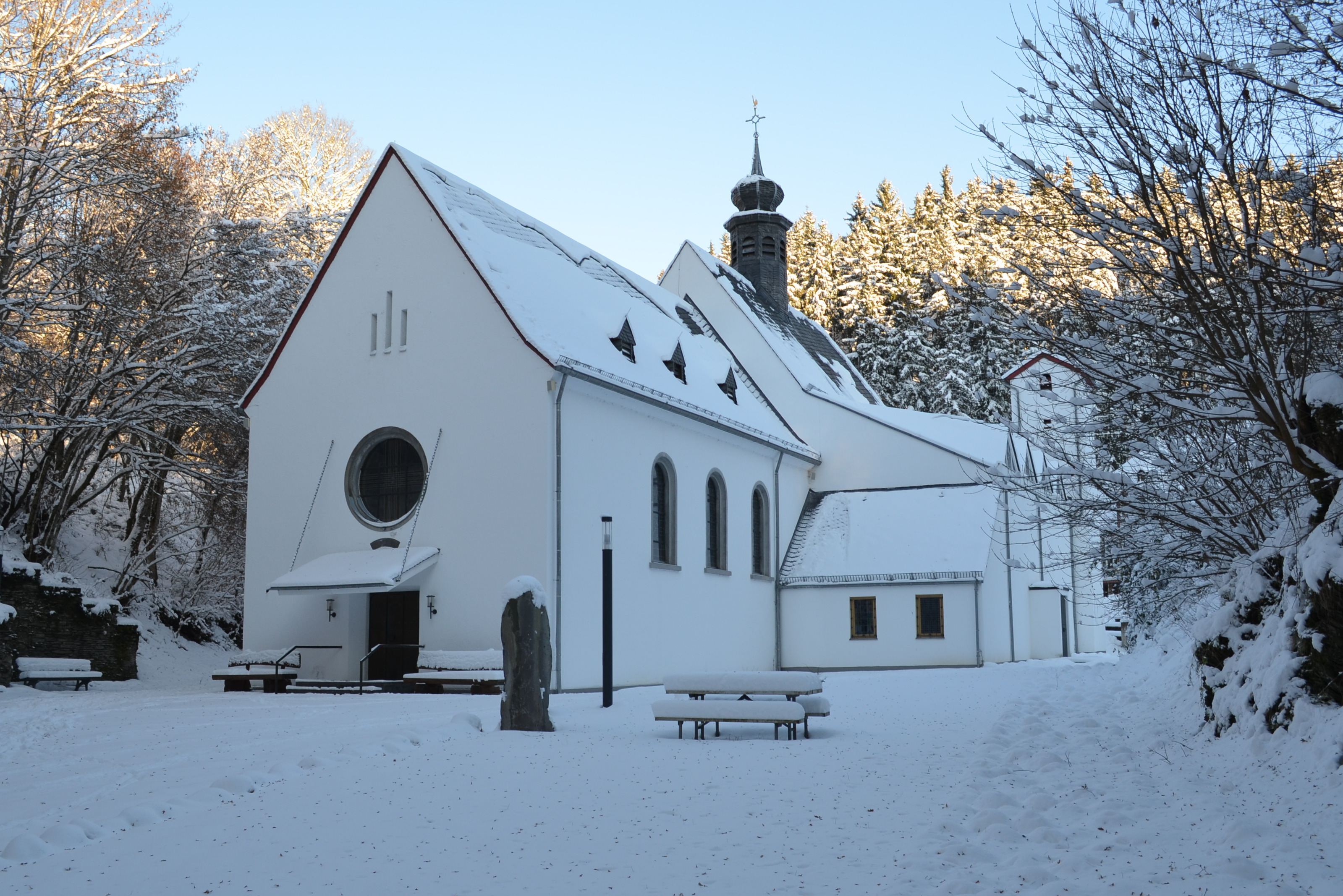
L'église au mois de décembre.

L'église Maria Martental (littéralement: église Sainte-Marie du Val-des-Martyrs) est une église catholique de pèlerinage qui se trouve en Rhénanie-Palatinat à 1,5 kilomètre au sud de Leienkaul (appartenant à la municipalité de Laubach jusqu'à 2004), dans la vallée de l'Endert, affluent de la Moselle. Le pèlerinage en ce lieu existe depuis plus de huit cents ans. Il est animé aujourd'hui par la congrégation des prêtres du Sacré-Cœur.

## Histoire

### Moyen Âge
C'est vraisemblablement en 1141 que Maria Mendartental (Mardyrdal ou Martyrtal), devenue Maria Martental a été fondée par les augustins du couvent de Springiersbach. Ils avaient reçu la même année toute une colline près de Cochem-Sehl de la part de l'archevêque Arnaud Ier de Cologne où entre autres ils cultivaient la vigne. Le couvent est placé sous la suzeraineté séculière du comte Otto von Rheineck.
L'empereur Conrad III confirme leur possession de valle martyrum en 1144. En 1211, l'archevêque de Trèves, Jean Ier, institue une fondation à perpétuité de la lampe du maître-autel dans son testament : ut lumen ante majus altare die nocturne incessanter ardeat. En 1212, ce sont les augustines qui s'installent à Martental. 
Le pape Boniface VIII confirme leurs droits en 1283, sous la protection de l'abbaye Saint-Castor de Karden. Mais le couvent de Maria Martental n'a jamais eu d'importance significative et en 1515 il n'accueillait que deux religieuses de chœur et quelques converses et domestiques. Il est finalement supprimé en 1523 par le pape Clément VII. Dès lors Springiersbach prend la possession de l'église à charge après 1541 de célébrer plusieurs messes par semaine à Martental et le couvent devient une prévôté avec un prieur. Le sceau de Martental montre une scène de Crucifixion. La chapelle des Martyrs redevient un lieu de pèlerinage, elle est reconstruite en 1737. La dernière procession a lieu en 1794 à cause de la révolution. Les Français ferment le prieuré et l'église en 1801. Les lieux sont mis aux enchères en 1812 et les bâtiments tombent en ruines. La chapelle s'écroule en 1817.

### Époque contemporaine

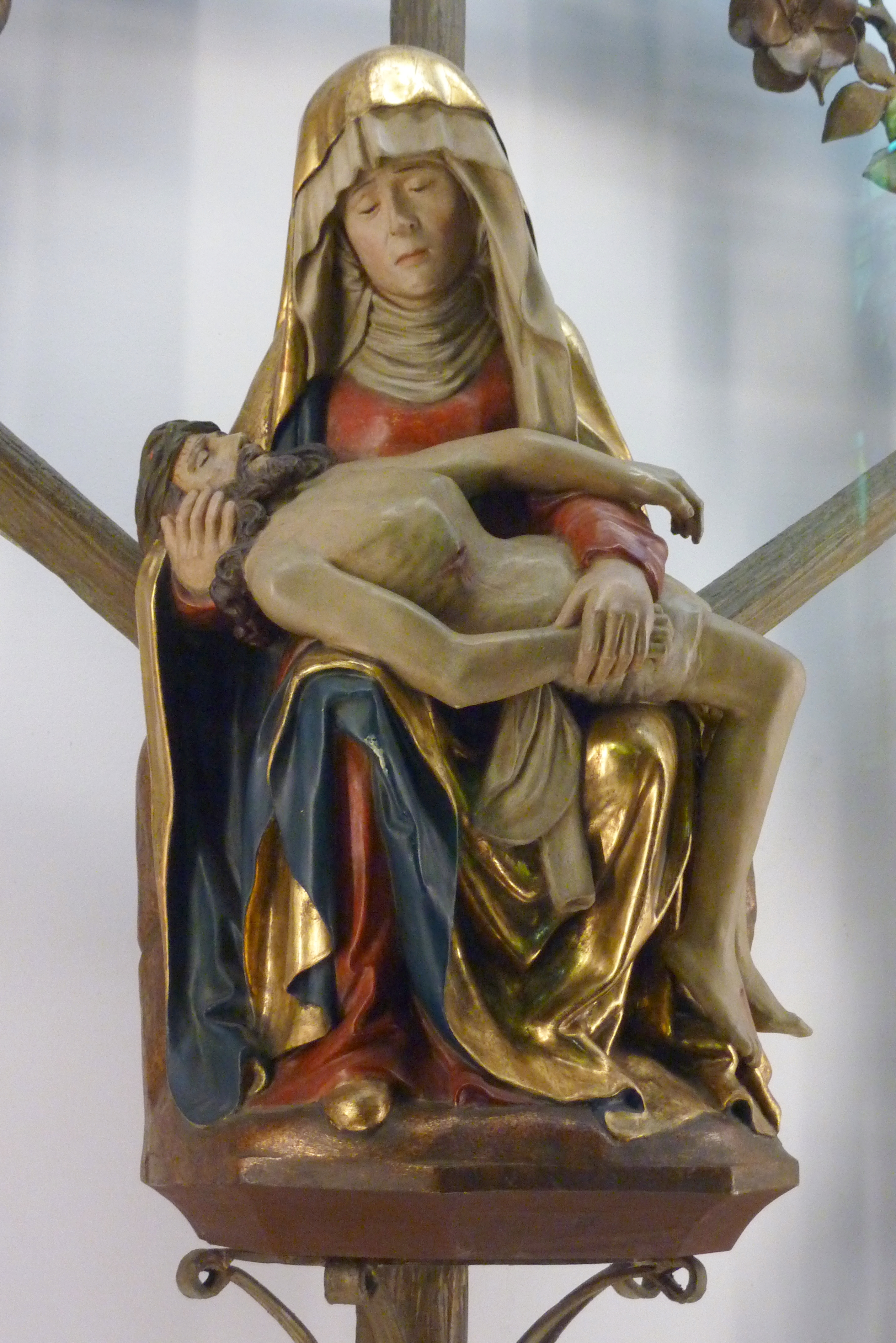
Pietà du pèlerinage (fin du XVe siècle).

Le Père rédemptoriste Josef Tillmann, et ses deux sœurs, achètent une partie du terrain en 1905 à la famille Ring et y font bâtir un couvent en 1908 avec une chapelle. Celle-ci abrite l'ancienne statue de pèlerinage de la chapelle d'autrefois qui représente une Pietà. Le Père Tillmann a charge d'âmes de la population locale et il est aidé de quelques frères rédemptoristes. Il fonde à Martental une Société de l'amour divin et publie une gazette dominicale intitulée Christliche Familie (Famille chrétienne). Après sa mort en 1918, les frères rédemptoristes poursuivent son œuvre.
La congrégation des prêtres du Sacré-Cœur (venus de Sittard) rachète le couvent en 1927 pour en faire un noviciat de frères. Ceux-ci construisent une nouvelle église de pèlerinage en 1934. Mais ils sont expropriés en avril 1941, comme la plupart des congrégations, par les autorités nationales-socialistes qui y installent une maison de la Hitlerjugend pour le service civil agricole. Les processions et pèlerinages sont interdits. La congrégation ne récupère le couvent que bien après la guerre. Dix prêtres et neuf frères réintègrent les lieux en 1947 et rouvrent le noviciat. Une nouvelle église est consacrée en 1960 et agrandie en 1973-1974, avec un nouvel autel consacré en mars 1974. L'exploitation agricole est désormais mise en location. De nouveaux bâtiments d'hébergement ont été construits pour les retraitants et pèlerins.
Le pèlerinage le plus important a lieu tous les ans le 15 septembre pour la fête de Notre-Dame des Sept Douleurs, sous le patronage de laquelle sont placés l'église et le couvent. Il se déroule pendant une semaine.